# محطة قطار مرسط
محطة مرسط هي محطة قطار جزائرية تقع في إقليم بلدية مرسط بولاية تبسة.

## الموقع في السكك الحديدية
تقع المحطة غرب مدينة مرسط على خط عنابة - جبل العنق. تسبقها محطة سيدي يحيى وتتبعها محطة تبسة.

## التاريخ
في 2025، أطلقت الوكالة الوطنية للدراسات ومتابعة إنجاز الاستثمارات في السكك الحديدية برنامجا لإعادة تأهيل وعصرنة المحطة.

## خدمة الركاب

### الخدمة
محطة مرسط تخدمها :
- قطارات الخط الرئيس لخط الجزائر - تبسة.
- القطارات الإقليمية على الخط عنابة - تبسة.